# (75072) Timerskine
(75072) Timerskine est un astéroïde de la ceinture principale.

## Description
(75072) Timerskine est un astéroïde de la ceinture principale. Il fut découvert le 14 novembre 1999 à Tooele par P. Wiggins et H. Phaneuf. Il présente une orbite caractérisée par un demi-grand axe de 2,31 UA, une excentricité de 0,08 et une inclinaison de 6,1° par rapport à l'écliptique.

## Compléments